# Ronny Montero
Ronny Fernando Montero Martínez (Santa Cruz de la Sierra, 15 de mayo de 1991) es un futbolista boliviano. Juega como defensa en Real Tomayapo de la Primera División de Bolivia.

## Trayectoria

### Oriente Petrolero
Debuta con Oriente Petrolero en la liga boliviana el año 2010 se queda en oriente alternando hasta el año 2016.

### Club Petrolero
Llega a reforzar la planilla de Club Petrolero de Tarija para 2016.

### Real Potosí
Es fichado por Real Potosí para 2017.

### Jorge Wilstermann
Es fichado por el tetracampeon del futbol boliviano para 2018 empezando desde la banca hasta llegar a reemplazar al capitán Edward Zenteno quien recibe una sanción de conmebol actualmente Montero demuestra gran nivel de juego en el Club Deportivo Jorge Wilstermann.

## Clubes
| Club              | País    | Año               |
| ----------------- | ------- | ----------------- |
| Real América      | Bolivia | 2010              |
| Oriente Petrolero | Bolivia | 2010 - 2016       |
| Petrolero         | Bolivia | 2016 - 2017       |
| Real Potosí       | Bolivia | 2017              |
| Jorge Wilstermann | Bolivia | 2018 - 2022       |
| Palmaflor         | Bolivia | 2023              |
| Guabirá           | Bolivia | 2024 - 2025       |
| Real Tomayapo     | Bolivia | 2025 - Actualidad |

## Palmarés

### Títulos nacionales
| Título           | Club              | País    | Año           |
| ---------------- | ----------------- | ------- | ------------- |
| Primera División | Oriente Petrolero | Bolivia | Clausura 2010 |
| Primera División | Jorge Wilstermann | Bolivia | Apertura 2018 |
| Primera División | Jorge Wilstermann | Bolivia | Clausura 2019 |